# Bricherasio
Bricherasio (en français Briqueras) est une commune de la ville métropolitaine de Turin dans le Piémont en Italie.

## Culture
- Église de Santa Maria bâtie dans un style baroque en 1602

## Administration
| Période                                  | Période  | Identité    | Étiquette    | Qualité |
| ---------------------------------------- | -------- | ----------- | ------------ | ------- |
| 14 juin 2004                             | En cours | Luigi Bosio | lista civica |         |
| Les données manquantes sont à compléter. |          |             |              |         |

### Hameaux
Cappella Moreri, Cappella Merli, San Michele, Sopravilla, Rivà

### Communes limitrophes
Angrogna, San Secondo di Pinerolo, Prarostino, Osasco, Garzigliana, Luserna San Giovanni, Cavour, Campiglione-Fenile, Bibiana

### Évolution démographique
Habitants recensés

### Jumelages
- Bell Ville (Argentine) depuis 1998
- Chorges (France) depuis 2003

## Personnalité liée à la commune
- Antoine Pavoni (1325-1374), bienheureux dominicain, mort à Bricherasio